# Frederic IX de Dinamarca

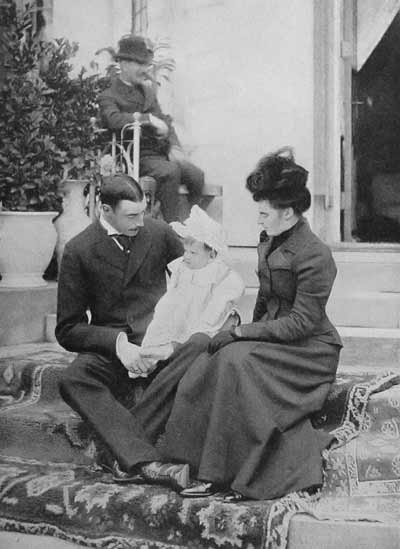
Frederic IX amb els seus pares Cristià X i Alexandrina.

Frederic IX de Dinamarca (Copenhaguen 1899 - 1972). Rei de Dinamarca des de 1947 fins a 1972.
Fill del rei Cristià X de Dinamarca i de la princesa Alexandrina de Mecklenburg-Schwerin. Era per tant net per via paterna del rei Frederic VIII de Dinamarca i de la princesa Lluïsa de Suècia mentre que per part de mare ho era del gran duc Frederic Francesc III de Mecklenburg-Schwerin i de la gran duquessa Anastàsia de Rússia.
Es casà amb la princesa Íngrid de Suècia l'any 1935 a Copenhaguen. La princesa era filla del rei Gustau VI Adolf de Suècia i de la princesa Margarida del Regne Unit. La parella s'establí a Copenhaguen i tingueren tres filles:
- SM la reina Margarida II de Dinamarca nascuda a Copenhaguen el 1940. Es casà amb el comte francès Enric de Monpezat el 1967.
- SAR la princesa Benedicta de Dinamarca nascuda el 1944 a Copenhaguen. Es casà amb el príncep Ricard de Sayn-Wittgenstein-Berleburg.
- SM la reina Anna Maria de Grècia nascuda a Copenhaguen el 1946. Es casà amb el rei Constantí II de Grècia el 1964 a Atenes.

El rei hagué de fer front a la invasió nacionalsocialista de Dinamarca l'any 1941. El rei Cristià X de Dinamarca des d'un primer moment es mostrà favorable als aliats en contra d'Alemanya i ben aviat també recolzà els jueus de Dinamarca fent-ho de forma pública i notòria. A diferència d'altres famílies reials, la danesa mai s'exilià de Dinamarca i hi pogué seguir vivint malgrat mantenir importants diferències amb les tropes d'ocupació.
El fet que Frederic no tingués cap fill mascle convertí en un primer moment al seu germà, el príncep Knud de Dinamarca en hereu al tron danès. Ara bé, l'any 1955 el Parlament aprovà una llei per la qual es derogava la Llei Sàlica i les filles de Frederic podrien esdevenir reines de Dinamarca.
És enterrat a la catedral de Roskilde prop de Copenhaguen on hi ha les tombes dels reis danesos des de Margarida I de Dinamarca. Malgrat que per exprés desig del sobirà és enterrat fora de la catedral.